# Бдин (Видин)
«Бдин» — болгарський футбольний клуб з міста Видин, який бере участь у Північно-західній групі Третьої аматорської футбольної ліги. Команда проводить свої домашні матчі на стадіоні імені Георгія Бенковського, місткістю 9 000 місць. Клубні кольори — червоний і білий.

## Хронологія назв
- «Бдин» (1923—1945)
- «Бенковскі» (1945—1948)
- «Бенковскі-Спортіст» (1948—1949)
- «Строїтел» (1949—1950)
- «Червено знаме» (1950—1957)
- «Бенковскі» (1957—1970)
- «Бдин» (1970—1997)
- «Бдин-Міньор» (1997—1998) — після об'єднання з «Міньором» (Кошава)
- «Бдин-Кремиковці» (1999—2000) — після об'єднання з «Кремиковцями» (Софія)
- «Бдин» (2000—2011)
- «Бдин 1923» (з 2012)

## Історія
За всю свою історію клуб провів лише один сезон у Групі А, у сезоні 1948/49, фінішувавши на передостанньому 9-му місці, а також 42 сезони у Групі Б. Востаннє брав участь у болгарському другому дивізіоні в сезоні 2011/12, фінішувавши на 3-му місці. Однак після закінчення сезону він відмовився від професіонального статусу через фінансові проблеми.
Влітку 2012 року в місті Дунаю з'явився новий муніципальний футбольний клуб — «Бдин 1923», і його чоловіча команда приєдналася до Видинської обласної футбольної групи.

## Відомі футболісти
Серед футболістів, які були вихованцями академії «Бдина» (Видин), є колишні «збірники» Йордан Кирилов, Никола Громков, Кирил Тодоров, , Пламен Костов, Венелін Тодоров, Огнян Маринов, Ангел Станков, Тошко Борисов, Димитар Попов, Пламен Симеонов, Даніел Боримиров, Росен Кирилов, Пламен Русинов, Мілен Радуканов та Мартін Станков. У Йордана Кирилова найбільше матчів за команду — 468, а Огнян Маринов забив найбільше голів — 108.

## Найкращі результати
Республіканська першість
- Півфіналіст: 1946 (як «Бенковскі»)

Група А
- Дев'яте місце: 1948/49 (як «Бенковскі-Спортіст»)

Царський кубок
- Чвертьфіналіст (2): 1940, 1941

Кубок Радянської Армії
- Чвертьфіналіст (2): 1946, 1949 (як «Бенковскі»)

## Стадіон
Стадіон імені Георгія Бенковського був побудований у 1961 році та був офіційно відкритий 18 червня того ж року. Він розташований у західній частині Видина і знаходиться поблизу головного бульвару Паннонія, що робить його легкодоступним.
На сьогоднішній день стадіон має місткість 9 000 місць, 3500 з пластиковими сидіннями. Після капітального ремонту в адміністративній будівлі є 4 роздягальні, кімната для делегатів на матчі, кабінет лікаря, кабінет судді, конференц-зал, кімната для допінгу, невеликий міні-футбольний зал, а також сучасний тренажерний зал та новозбудований боксерський ринг. Стадіон має 200 паркувальних місць. Також є легкоатлетична доріжка з 5 коридорами.